# JT Marvelous
Maillots
JT Marvelous est un club japonais de volley-ball fondé en 1956 et basé à Nishinomiya, évoluant pour la saison 2019-2020 en V・Ligue Division 1. Le propriétaire du club est Japan Tobacco Ltd.

## Palmarès
- V Première Ligue
  - Vainqueur : 2011, 2020[2]
  - Finaliste : 2007, 2010, 2018.
- Tournoi de Kurowashiki
  - Vainqueur : 2011, 2012, 2015, 2016.
  - Finaliste : 2003, 2004, 2007, 2010.
- V.Challenge Ligue
  - Vainqueur : 2015, 2016.

## Résultats en Ligue
| Ligue               | Ligue         | Position  | Équipes | Matchs | Gagné | Perdu |
| ------------------- | ------------- | --------- | ------- | ------ | ----- | ----- |
| V.Ligue             | 3e (1996–97)  | 8e        | 8       | 21     | 1     | 20    |
| V.Ligue             | 6e (2000–01)  | 7e        | 10      | 18     | 6     | 12    |
| V.Ligue             | 7e (2000–01)  | 8e        | 10      | 18     | 6     | 12    |
| V.Ligue             | 8e (2001–02)  | 9e        | 9       | 16     | 2     | 14    |
| V.Ligue             | 10e (2003–04) | 7e        | 10      | 18     | 6     | 12    |
| V.Ligue             | 11e (2004–05) | 4e        | 10      | 27     | 15    | 12    |
| V.Ligue             | 12e (2005–06) | 7e        | 10      | 27     | 12    | 15    |
| V・Première         | 2006-07       | Finaliste | 10      | 27     | 20    | 7     |
| V・Première         | 2007-08       | 8e        | 10      | 27     | 12    | 15    |
| V・Première         | 2008-09       | 9e        | 10      | 27     | 10    | 17    |
| V・Première         | 2009-10       | Finaliste | 8       | 28     | 26    | 2     |
| V・Première         | 2010-11       | Champion  | 8       | 26     | 20    | 6     |
| V・Première         | 2011-12       | 5e        | 8       | 21     | 11    | 10    |
| V・Première         | 2012-13       | 6e        | 8       | 28     | 9     | 19    |
| V・Première         | 2013-14       | 7e        | 8       | 28     | 12    | 16    |
| V. Challenge        | 2014-15       | Champion  | 10      | 18     | 17    | 1     |
| V・Challenge 1      | 2015-16       | Champion  | 8       | 21     | 21    | 0     |
| V・Première         | 2016-17       | 4e        | 8       | 21     | 13    | 8     |
| V・Première         | 2017–18       | Finaliste | 8       | 21     | 13    | 8     |
| V・Ligue Division 1 | 2018–19       | 3e        | 11      | 20     | 14    | 6     |
| V・Ligue Division 1 | 2019-20       | Champion  | 11      | 26     | 21    | 5     |

## Effectifs

### Saison 2020-2021
| No                            | Nom                           | Date de naissance             | Taille                         | Poids                          | Poste                          |
| ----------------------------- | ----------------------------- | ----------------------------- | ------------------------------ | ------------------------------ | ------------------------------ |
| 1                             | Aika Akutagawa                | 3 avril 1991                  | 180                            | 60                             | Centrale                       |
| 2                             | Kotona Hayashi                | 13 novembre 1999              | 171                            | 56                             | Réceptionneuse-attaquante      |
| 3                             | Anna Ogawa                    | 6 octobre 1995                | 179                            | 62                             | Centrale                       |
| 4                             | Yuka Kitsui                   | 15 janvier 1997               | 174                            | 65                             | Réceptionneuse-attaquante      |
| 5                             | Mika Shibata                  | 7 juin 1994                   | 171                            | 61                             | Passeuse                       |
| 6                             | Mizuki Tanaka                 | 28 janvier 1996               | 170                            | 66                             | Réceptionneuse-attaquante      |
| 8                             | Aki Momii                     | 7 octobre 2000                | 176                            | 65                             | Passeuse                       |
| 9                             | Nana Sakakibar                | 7 mars 2002                   | 180                            | 70                             | Centrale                       |
| 10                            | Andrea Drews                  | 25 décembre 1993              | 191                            | 77                             | Attaquante                     |
| 11                            | Yūka Meguro                   | 16 janvier 1996               | 170                            | 55                             | Centrale                       |
| 12                            | Tomoyo Fukagaya               | 27 août 1996                  | 165                            | 60                             | Libero                         |
| 13                            | Yuki Nishikawa                | 4 septembre 2000              | 180                            | 64                             | Réceptionneuse-attaquante      |
| 14                            | Jahstice Hickman              | 9 octobre 1999                | 178                            | 69                             | Réceptionneuse-attaquante      |
| 15                            | Mako Kobata                   | 15 août 1992                  | 164                            | 55                             | Libero                         |
| 16                            | Yukiko Wada                   | 8 janvier 2002                | 174                            | 56                             | Réceptionneuse-attaquante      |
| 17                            | Sakura Kanda                  | 27 avril 2000                 | 182                            | 64                             | Centrale                       |
| 18                            | Risa Hashimoto                | 9 juin 1997                   | 177                            | 63                             | Centrale                       |
|                               |                               |                               |                                |                                |                                |
| Encadrement technique         | Encadrement technique         |                               | Légende                        | Légende                        | Légende                        |
| Entraîneur : Tomoko Yoshihara | Entraîneur : Tomoko Yoshihara | Entraîneur : Tomoko Yoshihara | : Capitaine                    | : Capitaine                    | : Capitaine                    |
| Entraîneur(s) adjoint(s) :    | Entraîneur(s) adjoint(s) :    | Entraîneur(s) adjoint(s) :    | : Joueuse blessée actuellement | : Joueuse blessée actuellement | : Joueuse blessée actuellement |